# Dominic Pettman
Dominic Pettman est un théoricien de la culture, professeur au Eugene Lang College à New York. 

## Biographie
Dominic Pettman obtient un doctorat à l'université de Melbourne en 1998. Il est professeur à la faculté d'arts libéraux Eugene Lang College à New York.

## Activités de recherche et éditoriales
Il publie Infinite Distraction en 2016,, et Love and Other Technologies: Retrofitting Eros for the Information Age en 2006.

## Publications
- Metagestures, avec Carla Nappi, (Punctum, 2019)  (ISBN 978-1-950192-25-0)
- Creaturely Love: How Desire Makes Us More and Less Than Human, (University of Minnesota, 2017)
- Sonic Intimacy: Voice, Species, Technics, (Stanford University Press, 2017)
- Infinite Distraction, (Polity, série Theory Redux, 2015)
- Humid, All Too Humid, (Punctum, 2016)
- In Divisible Cities, (Dead Letter Office / Punctum Books, 2013)
- Look at the Bunny: Totem, Taboo, Technology, (Zero Books, 2013)
- Human Error: Species-Being and Media Machines, (University of Minnesota Press, 2011)
- Love and Other Technologies: Retrofitting Eros for the Information Age, (Fordham University Press, 2006)
- Internationalizing Cultural Studies, (co-éditeur, Blackwells, 2004)
- Avoiding the Subject: Media, Culture and the Object, (avec Justin Clemens, AUP, 2004)
- After the Orgy: Toward a Politics of Exhaustion, (SUNY Press, 2002)